# Novozymes
Novozymes A/S var navnet på en dansk bioteknologisk virksomhed, der bedrev forskning i, udvikling og fremstilling af samt handel med primært bio-industrielle produkter, processer og ydelser, navnlig enzymer og mikroorganismer til industriel anvendelse. Efter fusion ultimo januar 2024 med Chr. Hansen hedder det nye selskab Novonesis.
Novozymes havde hovedkvarter i Bagsværd og beskæftigede ca. 6.400 medarbejdere i 30 lande. Novozymes A/S’ B-aktier var noteret på Københavns Fondsbørs.
I 2015 blev Novozymes kåret til at være den virksomhed med de mest attraktive vilkår for forskere i hele verden i en undersøgelse af det videnskabelige tidsskrift Science.
I december 2022 blev det offentliggjort, at Novozymes gennem en fusion overtager det danske børsnoterede selskab Chr. Hansen. Fusionen afventede aktionærernes godkendelse; Novo Holdings var hovedaktionær i begge selskaber, og havde forinden accepteret fusionen.
I december 2023 blev det nye navn for den kombinerede virksomhed offentliggjort. Kombinationen af Chr. Hansen og Novozymes kom til at hedde Novonesis.

## Forretningsområder
Novozymes er en forskningstung virksomhed og investerede 14% af omsætningen i forskning og udvikling i 2010.
Novozymes’ forretning er inddelt i tre områder: Enzymer til industriel anvendelse, mikroorganismer og biofarmaceutiske ingredienser. De tre områder tegner sig for henholdsvis 94%, 4% og 2% af omsætningen (2010).

### Enzymer
Enzymer inddeles i følgende kategorier:
- Vaskemiddelenzymer. Til brug i vaskemidler og opvaskemidler.
- Tekniske enzymer. De vigtigste produkter i denne kategori er enzymer til stivelses-, tekstil- og bioethanol-industrierne samt enzymer til læder- og papirindustrierne og en række mindre industrier.
- Fødevareenzymer. Fødevareenzymer omfatter produkter til bageri-, bryg-, alkohol-, juice- og vinindustrierne samt andre fødevandreindustrier indenfor eksempelvis mejeri og olie.
- Foderenzymer. Omfatter enzymer til brug i produktion af dyrefoder.

### Mikroorganismer
Novozymes har løsninger til blandt andet behandling og rensning af spildevand. Produkterne er baseret på naturligt forekommende mikroorganismer, som er biologiske alternativer til forskellige kemikalier.

### Biofarmaceutiske ingredienser
Novozymes tilbyder mikrobiel gæring og oprensning af biologiske forbindelser til medicinal- og biotekvirksomheder. Virksomheden arbejder blandt andet med smitsomme sygdomme, monoklone antistoffer, immunteknologi og kontraktfremstilling.

## Ejerskab
Novozymes' A-aktie-kapital ejes af holdingselskabet Novo Holdings A/S, der ejes af Novo Nordisk Fonden. Novo Holdings A/S ejer derudover 5.826.280 B-aktier, hvilket giver Novo Holdings A/S 25,5% af den samlede aktiekapital og 70,1% af stemmerne i Novozymes A/S.
Novozymes A/S' B-aktier er noteret på Københavns Fondsbørs og handles under forkortelsen NZYM B og ID-koden ISIN DK0010272129. B-aktierne er udstedt i enheder á 10 kr. (stykstørrelsen). Novozymes er medlem af OMXC20-indekset, der tæller de 20 mest omsatte aktier i København.
Hver A-aktie bærer retten til 100 stemmer på selskabets generalforsamling, hver B-aktie retten til 10 stemmer.

## Tidslinje
Tidslinje over virksomhedens forløb:
- 1925 Novo Terapeutisk Laboratorium grundlægges.
- 1941 Novo lancerer dets første enzym, trypsin. Enzymet blev udvundet af dyrs bugspytkirtler og brugt til at blødgøre læder.
- 1963 Alcalase® – Novos første vaskemiddelenzym fremstillet ved gæring.
- 1984 Maltogenase® til stivelsesindustrien lanceres. Verdens første enzym til industriel anvendelse fremstillet af genmodificerede organismer.
- 2000 Novo opdeles i tre selvstændige selskaber inden for Novo Gruppen: Novo Nordisk A/S, Novozymes A/S og Novo Holdings A/S. Omsætning år 2000: 5.033 mio. DKK.
- 2001 Novozymes udvider sin forretningsstrategi til også at omfatte aktiviteter uden for enzymforretningen.
- 2003 Novozymes køber fem mindre virksomheder som grundlag for mikroorganismeforretningen.
- 2007 Novozymes etablerer en ny forretningsenhed (Biopharmaceuticals) baseret på opkøb af tre mindre virksomheder.
- 2010 Omsætning år 2010: 9.724 mio. DKK.
- 2019 Novozymes varsler, at 280-330 ansatte skal fyres.[6]
- 2024 Novozymes fusioneres med Chr. Hansen Holding.